# Jakubov
Jakubov je naseljeno mjesto u okrugu Malacky u Bratislavskom kraju u Slovačkoj.

## Stanovništvo
| Godina:     | 1993. | 2003.   | 2013.    | 2023.    |
| ----------- | ----- | ------- | -------- | -------- |
| Broj ljudi: | 1286  | 1373    | 1590     | 1799     |
| Razlika:    |       | +6,76 % | +15,80 % | +13,14 % |

| Godina:     | 2022. | 2023.   |
| ----------- | ----- | ------- |
| Broj ljudi: | 1771  | 1799    |
| Razlika:    |       | +1,58 % |

Prema podatcima o broju stanovnika iz 2023. godine naselje je imalo 1799 stanovnika.

## Vanjske poveznice
|  | Zajednički poslužitelj ima još gradiva o temi Jakubov |

- Službena stranica naselja (sl.)